# Paz Fernández Felgueroso
Paz Fernández Felgueroso (Gijón, 28 de setembre de 1937) és una política asturiana membre del PSOE i alcaldessa de Gijón des de 1999.

## Biografia
Va estudiar Assistència Social a Gijón i Dret en la Universitat d'Oviedo. Entre 1965 i 1967 va exercir com professora a l'Escola d'Assistents Socials de Gijón. Més tard també exerciria com a advocada, treball que alternaria amb l'acompliment de diferents funcions tant de caràcter tècnic com polític durant més de tres dècades. Va ocupar diversos càrrecs representant al govern. Primer delegada i posteriorment membre del Consell d'Administració en la Companyia Telefònica Nacional d'Espanya, també va ser secretària general de Comunicacions (Ministeri de Transports, turisme i comunicacions) i presidenta de la Caixa Postal d'Estalvis. Com diputada en la Junta General del Principat d'Astúries en la legislatura de 1987 a 1991 va ocupar el lloc de consellera d'Indústria, Turisme i Comerç i Presidenta de l'Institut de Foment Regional.
Entre 1993 i 1996 va ser secretària d'Estat d'Assumptes Penitenciaris. Ha estat membre de la Junta de Protecció de Menors de Gijón, Presidenta de l'Associació Professional d'Assistents Socials a Astúries i a nivell nacional, així com Presidenta del Consell de Col·legis Professionals d'Assistents Socials. Igualment ha estat cofundadora i Presidenta de l'Associació Feminista Democràtica Asturiana, sent ferm portaveu i defensora de la igualtat de gènere al llarg de la seva trajectòria política. Al presentar-se Areces a president del Principat va encapçalar la llista del PSOE a l'Ajuntament de Gijón. Va resultar escollida alcaldessa, càrrec que va repetir en 2003. En l'actualitat compagina el seu càrrec en l'ajuntament amb el de vicepresidenta de Cajastur. En 2007 va ser triada per tercera vegada com a alcaldessa de Gijón.

## Altres dades
- El seu marit es deia Daniel Palacio i van tenir 3 fills
- És germana de María Antonia Fernández Felgueroso, vicepresidenta d'Astúries entre 1993 i 1995
- És amiga de la infància de Margarita Salas